# Șinca (Brașov)
Șinca é uma comuna romena localizada no distrito de Brașov, na região histórica da Transilvânia. A comuna possui uma área de 180.60 km² e sua população era de 3689 habitantes segundo o censo de 2007.